# دارو (ترانه)
«دارو» (به انگلیسی: Medicine) ترانه‌ای از خواننده آمریکایی جنیفر لوپز با همراهی رپر مراکش-آمریکایی فرنچ مونتانا است. این ترانه در ۳ آوریل ۲۰۱۹ به‌عنوان تک‌آهنگ منتشر گردید. این ترانه اولین نسخه انتشار جنیفر لوپز تحت نظر شرکت شرکت سرگرمی هیت‌کو و سومین همکاری‌اش با فرنچ مونتانا پس از «همان دختر» و «ا لو یا پاپی» که هردو در هشتمین آلبوم استودیویی لوپز، ای.کا.ای. (۲۰۱۴) ظاهر شده‌اند، است.